# 潘孝汶
潘孝汶，MH（1988年11月4日—），香港政治人物，為民建聯地區支部要員之一。他於2014年開始從政，起初跟隨香港立法會議員劉國勳以社區幹事身份服務粉嶺華明邨。及至2019年首度嘗試參加區議會選舉未遂，2023年再度參選，且勝出選舉。現任香港北區區議會地區委員會界別議員，兼任俗稱「三會」之一的分區委員會委員。他亦是第15屆西安市政協委員。

## 背景

### 早年生活
潘孝汶早年與一家三口在新界粉嶺華明邨添明樓生活，就讀基督徒信望愛堂華明幼稚園（1995年畢業）和鳳溪廖潤琛紀念學校（2001年小六）。他在校時喜歡參與小型網球運動，並且經常獲得獎項。而後在2006年畢業於香港道教聯合會鄧顯紀念中學中五年級，同年以香港中學會考 6A 優異成績考入北京大學，修讀哲學學士學位。他選擇前往北京升學的原因出於仰慕中國歷史文化，其中自己喜歡閱讀的書籍出自兩位北京大學教授張岱年及馮友蘭手筆。此外，崇尚蔡元培任大學校長時營造的開明學風和對五四運動歷史感興趣亦使他作出有關的入學決定。潘孝汶大學時期曾經獲校方頒發港澳及華僑學生獎學金。2010年取得學士資格，然後於2010年至2013年間進修碩士學位。
另一方面，他本來有意通過加入中國共產主義青年團來踏上從政之路，惟其香港人的身份限制了他於中國內地政界發展。如是他取得碩士學位後，便於2014年回港，自同年1月任職《文匯報》外國新聞部記者。入職半年後認識了政界中人劉國勳，繼而於2014年暑假應對方邀請加入民建聯。其入黨緣由起自劉氏賞識他的愛國心態，於是詢問其做社區服務的意願。而且小時候又因家事而得到民建聯區議員溫忠平的協助，由此對民建聯留下良好印象。

### 政治事業
潘孝汶於2014年7月離開文匯報報社，轉為擔任劉國勳議員辦事處社區幹事，以華明邨作為服務區域，2016年成為劉國勳的議員助理。期間由2016年至2019年為止，他一直都是民建聯的社區關係主任。其後於2019年，他首次參加香港政治選舉活動，於區議會選舉中競逐華明議席，但最後敗給陳惠達。2020年曾代表民建聯 / 新界社團聯會參加立法會選舉，角逐新界東北地區直選議席；其所屬之陳克勤名單成員尚有胡健民、姚銘、曾興隆、藍偉良、胡綽謙、梅少峰以及羅志平，最終陳克勤勝選。此前他於同年3月組織，並擔任政策研究青年團體青研香港成員。

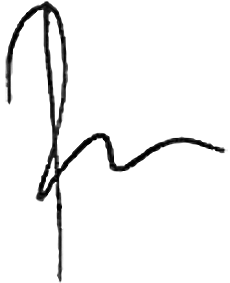
潘孝汶的英文簽名

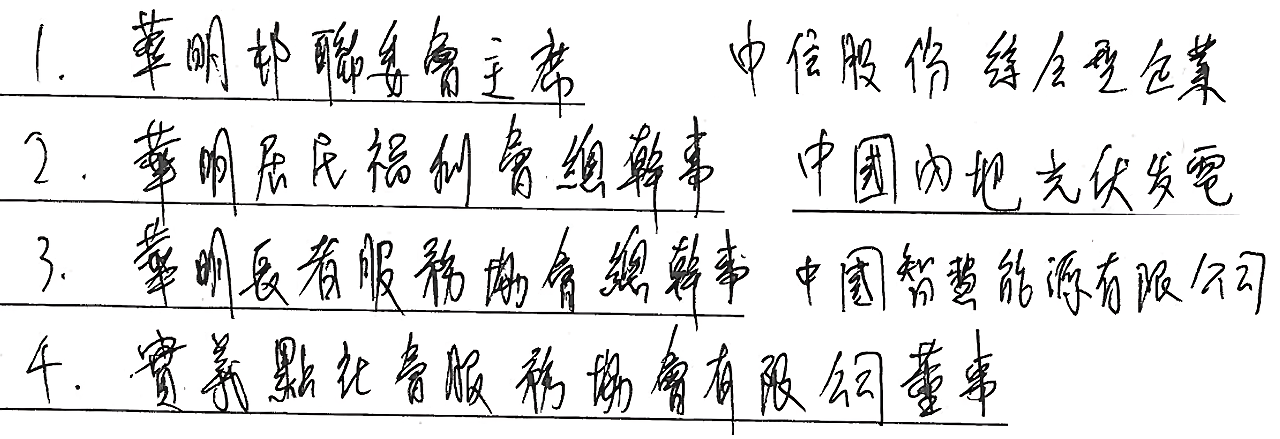
潘孝汶的字跡

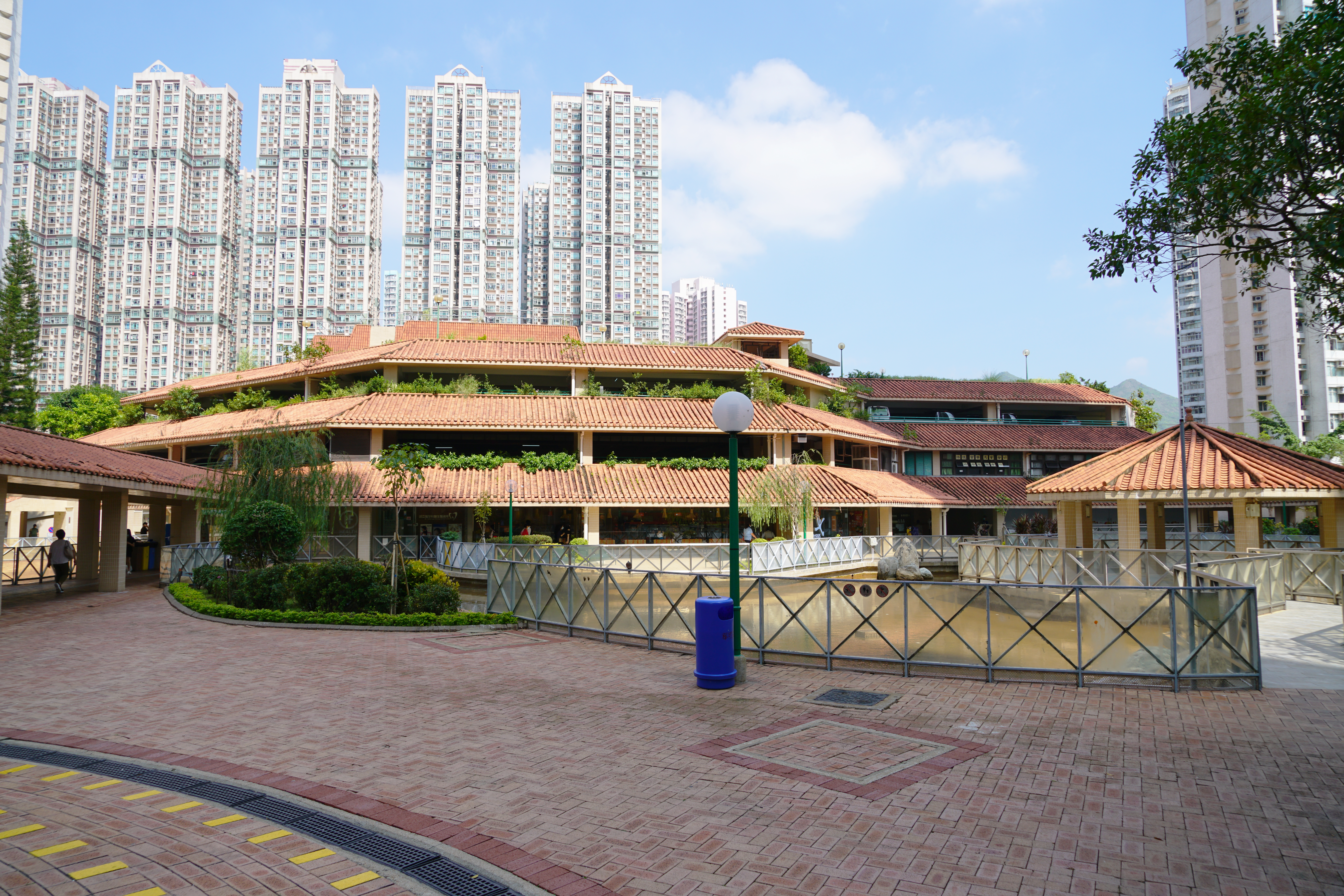
潘孝汶從2014年7月開始服務粉嶺華明邨社區，初為社區幹事，2024年成為區議員

2019年至2023年間，雖然潘孝汶未能當選區議員，他仍活躍於政壇。除了就新界北區的發展發表政見之外，更於2022年獲選為中國人民政治協商會議西安市第15屆委員會委員（特邀港澳人士）。他是新界社團聯會北區地區委員會副主席兼副秘書長，同期為親建制派網上媒體點新聞撰寫文章。後來中央政府於2020年實施維護國家安全法，改變了香港的政治形勢。潘孝汶通過2023年區議會一般選舉當選地區委員會界別區議員。2024年4月1日獲民政及青年事務局委任為龍山北區分區委員會委員。同時也是北區區議會地區設施及工程委員會、交通運輸委員會、發展規劃及房屋委員會以及提振地區經濟專責工作小組的成員。
2024年7月，基於盡心盡力為新界北區服務，潘孝汶獲香港特別行政區政府頒授榮譽勳章，以表揚他作出之貢獻。他現時既是民建聯北區支部副主席、北區監察議會聯盟成員、新界青年聯會執行委員、實義點社會服務協會有限公司董事（關愛隊負責團體之一）和北區華明關愛隊隊長，又擔任民建聯民政事務副發言人。其兄長、機電工程師潘孝洲則為華明關愛隊隊員。

### 其他發展
潘孝汶本身有正職在身，他是中信股份綜合部經理（2020年至今）。2020年5月起出任光伏發電公司中國智慧能源獨立非執行董事至今。另外，其母校鳳溪廖潤琛紀念學校也委任他為法團校董會名譽校董。

## 選舉情況

### 2019年區議會一般選舉
| 政党   | 政党       | 候选人    | 票数  | %     | ±      |
| ------ | ---------- | --------- | ----- | ----- | ------ |
|        | 民建聯     | ①. 潘孝汶 | 3,124 | 36.11 | -4.44  |
|        | 獨立       | ②. 劉嘉豪 | 214   | 2.47  | 不適用 |
|        | 新民主同盟 | ③. 陳惠達 | 5,314 | 61.42 | +1.97  |
| 多数票 | 多数票     | 多数票    | 2,190 | 25.31 | +6.4   |

### 2023年香港區議會選舉
*香港特別行政區政府進行了2023年香港選舉改革後，地方選區與議席數目皆重新劃分。北區的地方選區名稱定為蝴蝶山及紅花嶺。潘孝汶轉戰地區委員會界別。
| 委員會         | 候選人編號 | 候選人 | 政黨 | 政黨                   | 得票總數    | 得票百分比 | 有效票總數 | 投票率（百分比） |
| -------------- | ---------- | ------ | ---- | ---------------------- | ----------- | ---------- | ---------- | ---------------- |
| 北區地區委員會 | 1.         | 藍偉良 |      | 公屋聯會               | 59          | 57.84%     | 102        | 100%             |
| 北區地區委員會 | 2.         | 温和達 |      | （獨立）               | 89（當選）  | 87.25%     | 102        | 100%             |
| 北區地區委員會 | 3.         | 吳英鵬 |      | （香港法學交流基金會） | 53          | 51.96%     | 102        | 100%             |
| 北區地區委員會 | 4.         | 劉鎮海 |      | 民主建港協進聯盟       | 79（當選）  | 77.45%     | 102        | 100%             |
| 北區地區委員會 | 5.         | 吳耀祖 |      | 民主建港協進聯盟       | 92 （當選） | 90.20%     | 102        | 100%             |
| 北區地區委員會 | 6.         | 侯漢碩 |      | 民主建港協進聯盟       | 93（當選）  | 91.18%     | 102        | 100%             |
| 北區地區委員會 | 7.         | 胡景鵬 |      | 民主建港協進聯盟       | 98 （當選） | 96.08%     | 102        | 100%             |
| 北區地區委員會 | 8.         | 曾興隆 |      | 民主建港協進聯盟       | 92（當選）  | 90.20%     | 102        | 100%             |
| 北區地區委員會 | 9.         | 潘孝汶 |      | 民主建港協進聯盟       | 100（當選） | 98.04%     | 102        | 100%             |
| 北區地區委員會 | 10.        | 柯倩儀 |      | 民主建港協進聯盟       | 61（當選）  | 59.80%     | 102        | 100%             |